# Georgetown (Delaware)
Georgetown es un pueblo ubicado en el condado de Sussex, Delaware, Estados Unidos. Tiene una población estimada, a mediados de 2022, de 7662 habitantes.
Es la sede del condado.

## Geografía
La localidad está ubicada en las coordenadas 38°41′22″N 75°23′14″O / 38.68944, -75.38722 (38.68945, -75.387229).

## Demografía
Según el censo de 2000, los ingresos medios de los hogares de la localidad eran de $31,875 y los ingresos medios de las familias eran de $37,925. Los hombres tenían ingresos medios por $20,886 frente a los $19,944 que percibían las mujeres. Los ingresos per cápita para la localidad eran de $15,288. Alrededor del 25.1% de la población estaba por debajo del umbral de pobreza.
De acuerdo con la estimación 2017-2021 de la Oficina del Censo, los ingresos medios de los hogares de la localidad son de $42,204 y los ingresos medios de las familias eran de $44,933. Los ingresos per cápita en los últimos doce meses, medidos en dólares de 2021, son de $21,518. Alrededor del 18.5% de la población está por debajo del umbral de pobreza.

## Localidades adyacentes
Diagrama de las localidades a un radio de 16 km a la redonda de Georgetown.